# International Brain Laboratory
Pour les articles homonymes, voir IBL.
L' International Brain Laboratory (IBL) est un groupe de recherche collaboratif qui vise à développer le premier modèle global de prise de décision chez la souris,. Dans sa première phase, les membres de l'IBL enregistrent 100 000 neurones dans pratiquement toutes les structures cérébrales de souris exécutant exactement la même décision. L'IBL est officiellement lancé en septembre 2017, grâce à une subvention de 10 millions de dollars de la Fondation Simons et une subvention de 10 millions de livres sterling du Wellcome Trust.
Les premières étapes scientifiques majeures du projet sont le développement d'une architecture de données open source pour une collaboration en neurosciences à grande échelle et la réplication du comportement dans tous les laboratoires expérimentaux. Fin 2019, l'IBL publie les données comportementales, contenant près de 3 millions de choix de souris. L’étape suivante implique l’assemblage d’une carte d’activité à l’échelle du cerveau. Cette carte d'activité est obtenue grâce aux sondes Neuropixels (en), qui permettent d'enregistrer jusqu'à 300 à 1 000 neurones simultanément. D'autres technologies d'enregistrement, telles que l'imagerie calcique (en), seront utilisées dans la deuxième phase. Ces données seront ensuite analysées et intégrées pour produire le modèle de prise de décision à l'échelle du cerveau.

## Origine
L'IBL est fondé en 2016 par Zachary Mainen (en) (Champalimaud Centre for the Unknown), Michael Hausser (en) (University College de Londres) et Alexandre Pouget (en) (Université de Genève). Ces scientifiques affirment dans un article publié la même année que, compte tenu de la complexité des questions en neurosciences et de l'ampleur du défi technique, il semble peu probable que les recherches menées par des laboratoires individuels soient suffisantes pour comprendre le fonctionnement du cerveau. Inspirés par le succès remarquable de collaborations à grande échelle en physique telles que le CERN ou le LIGO, ils proposent de créer des collaborations similaires ciblées en neurosciences basées sur plusieurs principes fondamentaux :
1. Un objectif commun ambitieux, mais réaliste (par exemple, un modèle de prise de décision à l'échelle du cerveau chez une seule espèce),
2. Coordination étroite entre théoriciens et expérimentateurs.
3. Standardisation des tâches comportementales, matérielles et analyse des données pour assurer la reproductibilité et permettre la mutualisation des données,
4. Accès ouvert aux données et aux ressources au sein et en dehors de la collaboration, et
5. Une hiérarchie relativement plate et un processus décisionnel collaboratif.

Ces principes sont au cœur de la collaboration IBL.

## Membres
Mainen, Hausser et Pouget sont rejoints en 2016 par
- Larry Abbott (Université Columbia)
- Dora Angelaki (Université de New York)
- Matteo Carandini (en) (University College de Londres)
- Anne Churchland (en) (Université de Californie à Los Angeles)
- Yang Dan (Université de Californie à Berkeley)
- Peter Dayan (en) (Institut Max Planck de Tübingen )
- Sophie Deneve (Ecole Normale Supérieure )
- Ila Fiete (Institut de technologie du Massachusetts)
- Surya Ganguli (en) (Université Stanford)
- Kenneth D Harris (en) (University College de Londres)
- Peter Latham (University College de Londres)
- Sonja Hofer (en) (University College de Londres)
- Tom Mrsic-Flogel (University College de Londres)
- Liam Paninski (en) (Université Columbia)
- Jonathan Pillow (Université de Princeton)
- Ilana B. Witten (en) (Université de Princeton)
- Anthony Zador (en) (Cold Spring Harbor Laboratory)

David Tank (en) et Carlos Brody (en) (tous deux de l'université de Princeton) rejoignent le groupe en 2016 mais se retirent en 2017 en raison de conflits d'intérêts. Nick Steinmetz (université de Washington) rejoint l'équipe en 2019, et Tatiana Engel (Cold Spring Harbor Laboratory) en 2020.